# Târgul de Carte de la Belgrad

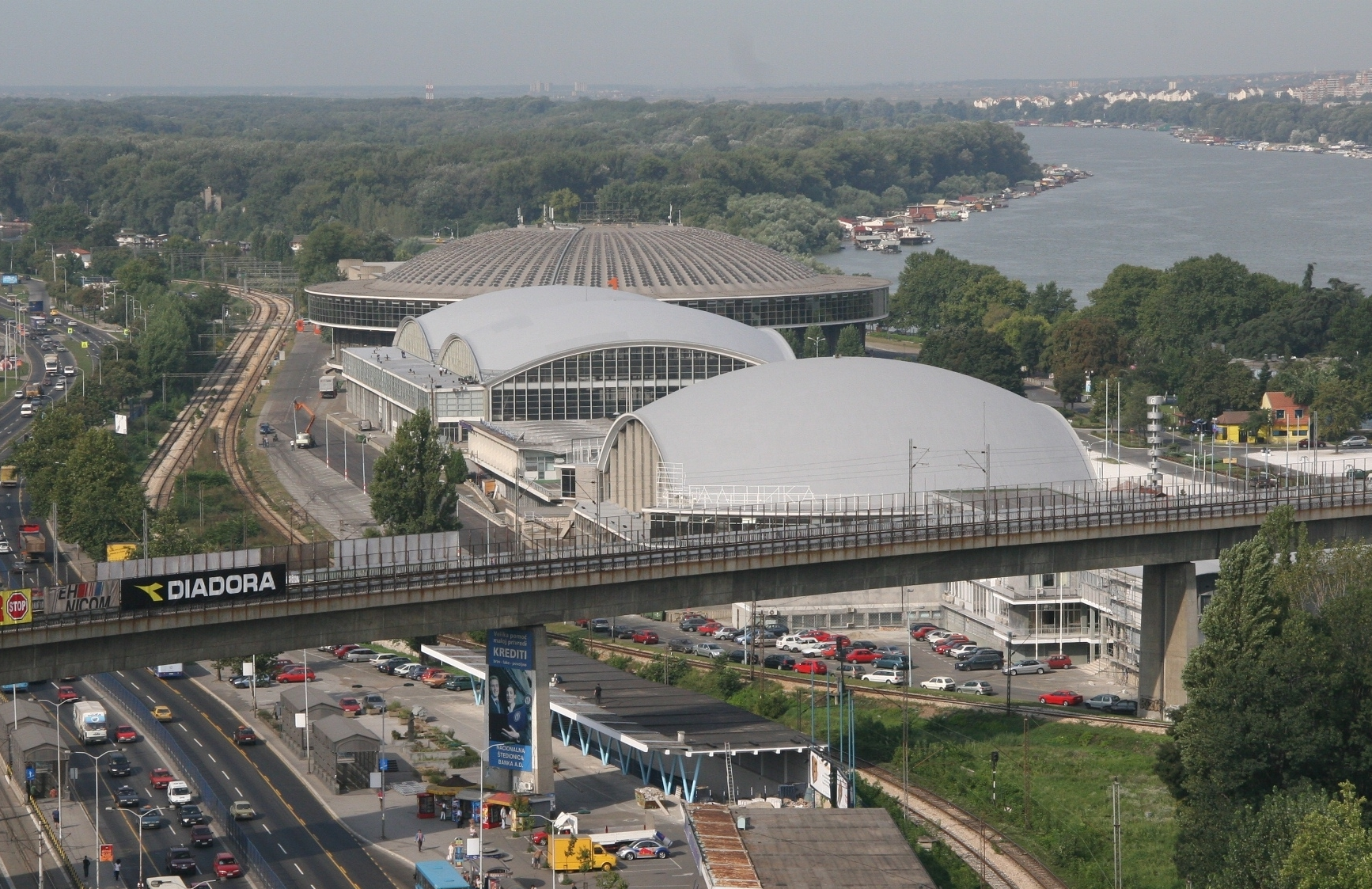
Spațiul expozițional al Târgului de la Belgrad

Târgul Internațional de Carte de la Belgrad (în sârbă Београдски сајам књига) este unul dintre cele mai vechi și mai importante evenimente literare din regiune. Scopul său principal este de a oferi oportunități editorilor, autorilor, librarilor, bibliotecarilor, distribuitorilor de cărți, companiilor multimedia și altor participanți pentru a stabili contacte, a schimba informații, a încheia acorduri de afaceri și a încheia alte forme de cooperare culturală și comercială. Toate editurile din Serbia și cele mai importante edituri din regiune își prezintă producția anuală la târg.
Târgul de carte de la Belgrad este cel mai vizitat eveniment cultural din Serbia. În anul 2013 au vizitat târgul 158.128 de persoane și au participat 897 de expozanți, coexpozanți și companii. De asemenea, Târgul a fost extrem de bine acoperit de mass-media. Pe baza datelor organizatorilor, au fost acreditați la târg în 2013 un număr de 1.324 de jurnaliști din Serbia și din alte 15 țări. Târgul din 2016 a fost vizitat de 188.409 de persoane.

## Istorie

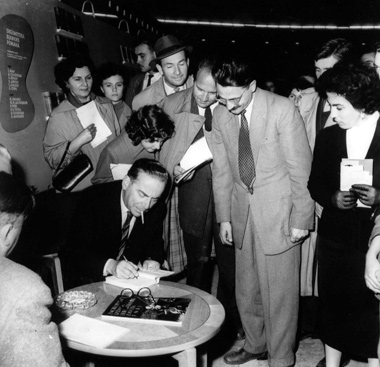
Ivo Andrić la Târgul de Carte de la Belgrad

Primul târg de carte iugoslav a avut loc în 1956 la Târgul de la Zagreb, sub patronajul președintelui Iosip Broz Tito. Au participat atunci cei mai importanți scriitori ai țării, printre care Ivo Andrić și Miroslav Krleža. Au fost expuse acolo aproximativ 12.000 de cărți ale tuturor editurilor iugoslave, precum și cărți ale unor edituri din Austria, Cehoslovacia, Olanda, Marea Britanie, Franța, Italia, China, Ungaria, Germania de Est și de Vest, Polonia, România, Statele Unite ale Americii, Uniunea Sovietică și Elveția. Unul dintre fondatorii târgului, ultimul în viață, a fost Branislav Ćelap.
În anul următor, 1957, Târgul de carte a fost mutat la Belgrad, unde a fost încheiată construcția unui spațiu expozițional modern. Au participat aproximativ 60 de edituri autohtone și 36 străine, provenite din 16 țări din Europa, America și Asia. S-a convenit că târgul internațional de carte să aibă o durată de șase zile. Târgul s-a desfășurat la sfârșitul lunii octombrie în Sala III a Centrului Expozițional de la Belgrad, iar cu ocazia ceremoniei târgului a fost lansată revista Књига и свет („Cartea și lumea”). Primul târg de carte de la Belgrad a fost deschis de Rodoljub Čolaković, vicepreședintele Consiliului Federal Executiv.
În fiecare an, Târgul Internațional de Carte de la Belgrad a adunat un număr tot mai mare de edituri din fosta Iugoslavie și din întreaga lume, astfel încât el a devenit, după târgurile de carte de la Frankfurt și Varșovia, cel mai mare loc de adunare pentru reprezentanții editurilor din Europa, America, Asia și Africa. Culturile din Orient și din Occident s-au întâlnit și se mai întâlnesc la Belgrad.

## Oaspeți de onoare
Oaspeții de onoare anteriori au fost: Norvegia (2002), Canada (2003), Franța (2004), Marea Britanie (2005), SUA (2006), Italia (2007), Japonia (2008), Grecia (2009), Suedia (2010), țările de limbă portugheză (2011), Ungaria (2012), Polonia (2013), China (2014), Rusia (2015), Iran (2016), țările de limbă germană (Germania, Elveția, Liechtenstein, Austria) (2017), Maroc (2018) și Egipt (2019).

## Legături externe
- Site-ul oficial al Târgului de Carte
- Istoria necunoscută a Târgului de Carte, accesat la 1 noiembrie 2016.
- Cartea este o marfă sau o cultură („Politika”, 20 octombrie 2019)